# Yuji Kakiuchi
Yuji Kakiuchi (垣内 友二 Kakiuchi Yuji?), född 31 augusti 1969 i Kanagawa prefektur, är en japansk tidigare fotbollsspelare.
Kakiuchi började sin karriär i Toho Titanium. 1992 flyttade han till Kyoto Shiko (Kyoto Purple Sanga). Efter Kyoto Purple Sanga spelade han för Albirex Niigata. Han avslutade karriären 1998.